# Saint-Apollinaire (Québec)
Saint-Apollinaire è un comune del Canada, situato nella provincia del Québec, nella regione di Chaudière-Appalaches.